# Zweitbrut
Die Zweitbrut ist ein ornithologischer Begriff und bezeichnet eine zweite Brut eines Vogelweibchens in einem Jahr. Ob es eine Zweitbrut gibt, hängt von Wetter, Nahrungsangebot, Konkurrenzdruck oder ähnlichen Faktoren ab.
Das Spektrum der Vogelarten, bei welchen Zweitbruten beobachtet oder nachgewiesen werden konnten, ist sehr breit gefächert. Bei Sperlingsvögeln ebenso wie bei Nichtsperlingsvögeln beginnen viele Arten eine Zweitbrut, wenn die Bedingungen dafür gegeben sind. Typische Vertreter sind zum Beispiel Rohrsänger, Drosseln, Meisen und Sperlinge aber auch bei Störchen, Enten und Greifvögeln sind Zweitbruten nicht ungewöhnlich.
Selbst bei ausgesprochenen Langstreckenziehern wie dem Mauersegler werden immer wieder Zweitbruten beobachtet.
Die Partnerwahl der Zweitbrut variiert stark von Art zu Art. Monogame Arten treten ebenso auf wie polygame, sodass die gleichen Männchen entweder auch bei der Zweitbrut beteiligt sind, oder aber andere Männchen bevorzugt werden.
Die sogenannte Schachtelbrut ist ebenfalls eine Zweitbrut spezieller Form.